# Prevención del cáncer de próstata

Lazo celeste en apoyo a las campañas contra cáncer de próstata.

La próstata es el órgano glándular del aparato reproductor masculino que produce la mayor parte del líquido que forma el semen. El cáncer se produce cuando algunas células prostáticas mutan y comienzan a multiplicarse descontroladamente. 
Si bien el cáncer de próstata no se puede prevenir de manera segura, se pueden controlar los principales factores de riesgo tales como la edad, la raza, y los antecedentes familiares. Pese a que ningún estudio comprobó que la alimentación pueda causar o prevenir, en forma directa, el desarrollo de la enfermedad, muchos estudios que analizan las relaciones entre determinadas conductas alimenticias y el cáncer indican que podría existir un vínculo.

## Prevención primaria
La información actual sobre los factores de riesgo del cáncer de próstata, sugiere que algunos casos pueden ser prevenidos. Un posible factor de riesgo que puede ser cambiado es la dieta. Se puede disminuir el riesgo de padecer cáncer de próstata siguiendo una dieta baja en grasas y rica en verduras, frutas y cereales.
La Sociedad del Cáncer de EE. UU. recomienda comer una variedad de comida saludable, con énfasis en la de origen vegetal, y limitando el consumo de carne roja, especialmente la que contiene grasa o está procesada. Es recomendable comer cinco o más raciones de fruta y verduras cada día. El pan, cereales, productos con fibra, arroz, pasta y legumbres también son recomendados. Estas recomendaciones de nutrición también sirven para disminuir el riesgo de otros tipos de cáncer y se recogen en el código europeo contra el cáncer.
Los tomates (crudos, cocinados o elaborados como en salsas y ketchup), los cítricos y sandía son ricos en licopenos. Estas sustancias parecidas a las vitaminas son antioxidantes que pueden ayudar a prevenir las mutaciones del ADN y, por lo tanto, disminuir el riesgo de cáncer de próstata.
Los suplementos de vitamina A  y vitamina E según las últimas investigaciones, puede aumentar el riesgo. Hay que consumir suplementos vitamínicos y minerales con precaución. Es más recomendable una dieta ricamente variada con predominio de alimentos de origen vegetal que animal, que contienen micronutrientes y que actúan positiva y sinérgicamente.
El ensayo clínico denominado SELECT (Selenium and Vitamin E Cancer Prevention Trial: ensayo clínico para la prevención del cáncer con vitamina E y selenio) es un gran ensayo clínico diseñado para determinar si estos dos suplementos (vitamina E y selenio) pueden proteger contra el cáncer de próstata. Este estudio se abrió en el 2001 y ha reclutado 32.000 hombres. Este estudio está patrocinado por el Instituto Nacional del Cáncer de los Estados Unidos.
En febrero de 2014, como resultado de este estudio liderado por el Fred Hutchinson Cancer Research Center se ha establecido que altas dosis de suplementos de selenio y vitamina E puede incrementar el riesgo de cáncer de próstata, dependiendo el riesgo del nivel de selenio de cada persona, antes de tomar los suplementos.
El Prostate Cancer Prevention Trial es un ensayo clínico que ha reclutado a más de 18.000 hombres mayores de 50 años, para determinar el efecto protector de una sustancia llamada finasterida, que puede proteger la próstata de las hormonas masculinas, pudiendo reducir el riesgo de cáncer de próstata. Los andrógenos son hormonas masculinas conocidas por promover el crecimiento tanto normal como canceroso de las células prostáticas y puede desempeñar un papel importante en el desarrollo del cáncer de próstata. Este estudio, (PCPT) se inició hace 9 años para probar la capacidad de la finasterida para prevenir la aparición del cáncer de próstata. Los sujetos fueron randomizados a recibir placebo o finasterida durante este tiempo. Al finalizar el estudio o en cualquier momento siempre que existiese sospecha de cáncer se realizó una biopsia prostática. Aunque el número de casos de cáncer fue menor en los sujetos que tomaron el fármaco, no se puede hablar de éxito. Los tumores, aunque menos frecuentes, fueron más malignos en los pacientes que recibieron finasteride. El objetivo real de la prevención del cáncer no es reducir el número de casos sino mejorar la supervivencia. Sin embargo, el medicamento parece conseguir un 25% menos de tumores pero más agresivos. El segundo problema es que el fármaco al bloquear las hormonas sexuales masculinas produce problemas de impotencia, disminución del deseo sexual y reducción de la eyaculación. Por lo tanto la finasterida consigue que haya menos tumores, pero no evita sino que favorece, la aparición de los que realmente importan: los agresivos que acaban con la vida de los pacientes y por otro lado, los efectos secundarios sobre la sexualidad de estos varones, durante un período largo de años hacen que tampoco el fármaco sea recomendable, por lo que no se recomienda tomar finasterida para prevenir el cáncer de próstata.
Parece que los antiinflamatorios no esteroideos, como la aspirina y el ibuprofeno, tomados diariamente se asocian con una menor incidencia de cáncer de próstata en varones de 60 años o más en algunos estudios como el publicado en Oncol Rep., enero-febrero de 2000;7 (1): 169-170.
Como la causa exacta del cáncer de próstata es desconocida, no se sabe si es posible prevenir muchos casos de esta enfermedad. Muchos factores de riesgo como la edad, la raza o la historia familiar están fuera de este control.

## Prevención secundaria

### Detección precoz
El cáncer de próstata a menudo puede ser detectado precozmente con la prueba del PSA (prostate-specific antigen: antígeno específico de la próstata) en sangre Desde el uso relativamente frecuente de las pruebas de detección precoz (alrededor de 1990), la tasa de mortalidad por cáncer de próstata ha descendido ligeramente. Pero no ha sido demostrado que este resultado haya sido producido por el cribado del cáncer de próstata (screening).
El cribado con PSA se ha asociado con una serie de daños que incluyen sobrediagnóstico, aumento de la biopsia de próstata con daños asociados, aumento de la ansiedad y tratamiento innecesario. La evidencia que rodea a la detección del cáncer de próstata indica que puede causar poca o ninguna diferencia en la mortalidad.
La Sociedad Estadounidense del Cáncer sugiere que los hombres tengan una discusión con el profesional de salud antes de realizar un estudio de PSA para el cribado de cáncer de próstata. Los profesionales de la salud deberían facilitar a sus pacientes varones un diálogo abierto sobre los beneficios y riesgos de realizarse las pruebas anualmente. Los pacientes deberían participar activamente en esta decisión para aprender sobre el cáncer de próstata y de los pros y contras de la detección precoz y del tratamiento del cáncer de próstata. La Fuerza de Tareas de Servicios Preventivos de Estados Unidos (USPSTF) emite una recomendación similar en hombres entre 50 y 70 años, favoreciendo el diálogo entre los riesgos y beneficios. Sin embargo se desaconseja la medición de PSA en mayores de 70 años. La Sociedad Americana de Urología propone un abordaje de toma de decisiones compartidas para los hombres entre 50 y 70 años.
Dentro de las estrategias de rastreo se encuentra el examen prostático mediante tacto rectal. Sin embargo, la evidencia disponible indica que el tacto rectal es muy impreciso para la detección de cáncer de próstata.«El tacto rectal es menos eficaz que la prueba de PSA en sangre para detectar cáncer de próstata, pero algunas veces puede ayudar a detectar tumores cancerosos en hombres con niveles normales de PSA. Por esta razón, puede ser incluido como parte de las pruebas de detección precoz del cáncer de próstata.»

#### Ventajas del rastreo
- El cáncer de próstata es un problema de salud pública importante, siendo uno de los tumores más frecuentes.
- Es la segunda causa de muerte por cáncer en hombres.
- El 50% de los tumores están extendidos fuera de la próstata cuando son diagnosticados.
- Los tumores extendidos no pueden ser curados por la poca eficacia de los tratamientos en enfermedad avanzada.
- La mayoría de los tumores diagnosticados por pruebas de cribado están en estadios precoces (sin metástasis).

#### Desventajas del rastreo
- El cáncer de próstata es frecuente en la población pero tiene un crecimiento lento y, en muchos casos, un pronóstico benigno.
- La prueba de PSA cuenta con muchos falsos positivos que llevan a biopsias confirmatorias que pueden acarrear complicaciones.
- Con la detección precoz existirán problemas de sobrediagnóstico y sobretratamiento, fomentando la fobia al cáncer.
- No existe una adecuada justificación del costo-beneficio.
- Algunos pacientes diagnosticados con cáncer de próstata pueden ser monitorizados y diferir el tratamiento (conducta expectante).
- No hay pruebas fehacientes de que el tratamiento en estadios precoces sea eficaz.